# Arudy
Arudy é uma comuna francesa na região administrativa da Nova Aquitânia, no departamento dos Pirenéus Atlânticos. Estende-se por uma área de 28,19 km². Em 2010 a comuna tinha 2 272 habitantes (densidade: 80,6 hab./km²).